# Theodebald de Bavaria
Theodebald (de asemenea, Theobald, Theodolt sau Theodoalt) (d. între 717 și 719) a fost duce de Bavaria începând din jurul anului 711.
Theodebald era cel de al doilea fiu al ducelui Theodo, care l-a asociat la domnie încredințându-i stăpânirea asupra Passau sau Salzburg. Mama sa se numea Folchaid.
Tatăl său a divizat Ducatul de Bavaria între cei patru fii ai săi cândva înainte de 715. La moartea acestuia din 716, ducatul a fost într-adevăr împărțit, însă nu se poate ști dacă această divizare a fost teritorială sau nu. Dacă a fost așa, pare potrivit să se considere, de pe urma referirilor la războaiele cu thuringienii, că Theodebald ar fi avut reședința la Ratisbona, iar stăpânirea să fi corespuns acestei dieceze.
Numele lui Theodebald apare în mod frecvent în "Codex of Salzburg" din 784. Theodebald a fost căsătorit cu Biltruda, fie ca primă, fie ca a doua soție. Este posibil ca anterior să fi fost căsătorit cu o anume Waldrada, care însă ar fi putut fi soția fratelui său mai tânăr, Tassilo al II-lea. Ulterior, Biltruda s-a recăsătorit cu un alt frate mai mic al Theodebald, Grimoald, care de altfel i-a și succedat.